# Ventureño
El ventureño eren una llengua de la família de les llengües chumash, un grup de llengües natives parlades al llarg de les àrees costaneres del sud de Califòrnia, Estats Units, des de San Luis Obispo al nord fins a Malibú al sud. Inclou els dialectes Castac i Alliklik (Campbell 1997:126).
El ventureño, igual que les seves llengües germanes, és una llengua polisintètica, amb grans paraules compostes de diversos morfemes. El ventureño té diferents classes de verbs, noms, i adjunt oblic (Wash 2001), però no té classes separades d'adjectius o preposició. Els noms i els verbs solen portar afixs (principalment prefixos), sent aquesta una manera de denotar aquells significats transportats per paraules separades en la major part de les llengües analítiques. Els verbs tenen un paper primari en la llengua ventureño, amb paraules sovint compostes solament d'un verb amb clítics. L'ordre de les paraules en les llengües chumash és Verb Subjecte Objecte/Verb Objecte Subjecte.

## Sons
El ventureño té un inventari fonètic similar al de la seva llengua germana, el barbareño. El ventureño consisteix en 30 consonants i 6 vocals.

### Vocals
El ventureño consta de 5 vocals regulars i d'una sisena vocal que Harrington transcriu com <ə>. En les transcripcions barbareño s'usa <ɨ>. No se sap si aquests dos sons són els mateixos en tots dos llenguatges, o si eren prou diferents perquè Harrington usés símbols diferents.
|         | Anterior | Central | Posterior |
| ------- | -------- | ------- | --------- |
| Tancada | i        | ə       | u         |
| Mitjana | e        | ə       | o         |
| Oberta  |          | a       |           |

## Consonants
|            |            | Bilabial | Alveolar | Postalveolar/ Palatal | Velar | Uvular | Glotal |
| Nasal      | Nasal      | m        | n        |                       |       |        |        |
| oclusiva   | plana      | p        | t        |                       | k     | q      | ʔ      |
| oclusiva   | ejectiva   | pʼ       | tʼ       |                       | kʼ    | qʼ     | ʔ      |
| oclusiva   | aspirada   | pʰ       | tʰ       |                       | kʰ    | qʰ     | ʔ      |
| Africada   | plana      |          | ts       | tʃ                    |       |        |        |
| Africada   | ejectiva   |          | tsʼ      | tʃʼ                   |       |        |        |
| Africada   | aspirada   |          | tsʰ      | tʃʰ                   |       |        |        |
| Fricativa  | plana      |          | s        | ʃ                     | x     |        | h      |
| Fricativa  | aspirada   |          | sʰ       | ʃʰ                    |       |        |        |
| Aproximant | Aproximant |          | l (ɬ)¹   | j                     | w     |        |        |

1. El ventureño té només una lateral, /l/. Tanmateix, /l/ té una al·lofonia diferent [ɬ] que J. P. Harrington inclou en les seves transcripcions.